# Sarsuela petita

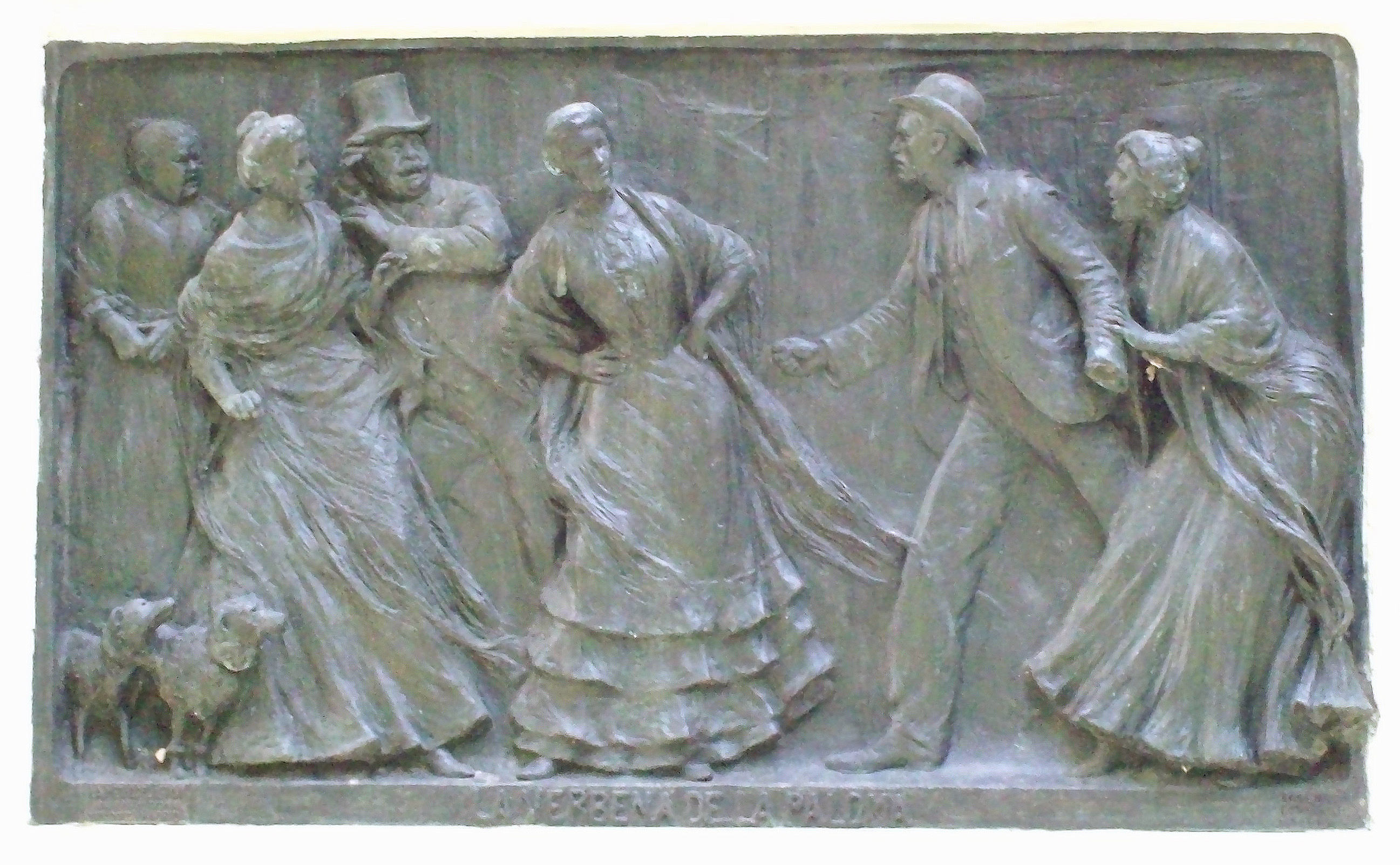
Monumento a los Saineteros Madrileños (Madrid) representant una escena de La verbena de la Paloma, exemple més conegut d'aquest gènere.

La sarsueleta, sarsuela petita, sarsuela còmica, etc., és un tipus de sarsuela originat pel ressorgiment del teatre espanyol líric del segle xix. Hereva del sainet i de la zarzuelita en un acto de costumbre cotidianas, que va crear Ramón de la Cruz al segle xviii, va ser un dels distints gèners sorgits durant l'auge del teatre per hores espanyol. L'obra cimera d'aquest gènere teatral va ser La verbena de la paloma.

## Estructura i temàtica
Estructuralment, la sarsueleta es representava en un acte, sovint amb tres quadres. Era una peça de temàtica costumista, en la qual s'alternaven el recitat, el cant, i els distints tipus de balls i cançons populars regionals.
Les sarsueles petites es componien en dos vessants principals : 
1. La sarsuela còmica pobletana, la qual sovint es desenvolupava en "un poble qualsevol d'Espanya despersonalitza i contemporani amb els espectadors. Aquest "poble qualsevol" era presentat sense cap mena de color local; els personatges habitualment eren l'alcalde, el cacic, el secretari de l'Ajuntament, el militar i la senyoreta, produint-se sempre un romanç entre aquests últims.
2. La sarsuela còmica històrica, la qual transcorria en alguna dada anterior, fins i tot amb segles de diferència en relació amb l'espectador. En aquest tipus de sarzuela còmica l'element militar era encara més important, la qual cosa servia per a enaltir un passat gloriós de la nació davant la situació actual.

Un tret distintiu de la sarzueleta, era la possibilitat d'un desenllaç dramàtic, la qual cosa contrastava amb el caràcter còmic que s'imposava a la resta de les peces del gènere chico els quals es representaven a les sales de teatre per hores. Aquesta característica especial de la sarsueleta es va dur a terme durant el canvi de segle.

## Sarsueletesreeixides

### Sarsueles còmiquespoblerines
- Las doce i media i sereno, amb llibret de F. Manzano i música de Chapí (1890).
- El Monagillo, amb llibret d'E. Sánchez Pastor i música de M. Marqués (1891).
- Los aparecidos, amb llibret de C. Arniches i Celso Lucio; música de F. Caballero (1892).
- El cabo primero, amb llibret de C. Arniches i Celso Lucio; música de F. Caballero (1895).

### Sarsueles còmiques històriques
- El tambor de granaderos, amb llibret d'E. Sánchez Pastor i música de R. Chapí (1894).
- ¡Viva el Rey, amb llibret d'E. Sánchez Pastor i música de R. Chapí (1896).
- El plan de ataque i La guardia amarilla, amb llibret de C. Arniches i música de Audrán i Vidal la primera i de J. Giménez la segunda (1897).

## Llibrets complets en línia
- Bretón de los Herreros, José. «El novio i el concierto: comedia-zarzuela en un acto».  Madrid:  Yeñes, 1839.
- de San Felipe, Francisco A.; , Vela Marqueta, Cayo; Navarro Serrano, León; Villamur, Julio. «El perro del molino: zarzuela en un acto i tres cuadros».  Madrid:  R. Velasco, 1809.
- Fernández Caballero, Manuel; Valverde i San Juan, Joaquín; de Larra i Ossorio, Luis; Fernández de la Puente, Manuel. R. Velasco. Mundo, demonio i carne, o, Un viaje disparatado: zarzuela cómica en un acto, dividido en cinco cuadros, en prosa i verso, 1803.
- Llombart, Constantino; Cester, Ricardo. Imprenta i libreria de Ramón Ortega. L' Agüela Puala sarsueleta cómica en un acte : parodia de La Sonámbula, 1886.[Enllaç no actiu]
- Merino, Gabriel. «La Iluminada : zarzuela bufa en un acto i cinco cuadros, original i en verso, parodia de "La bruja"».   Biblioteca Virtual Miguel de Cervantes.